# 贵州省省级示范性高中列表
从2001年开始，贵州省组建了评估专家组，在全省各县市区范围内评估省级示范性普通高中，截止2012年9月，全省共88所省级示范性高中，2013年贵州省教育厅颁布《贵州省普通高中教育质量提升三年行动计划(2014-2016年)》意见表示“贵州省未来三年拟建百所省级示范性高中”。

## 统计数量
| 批次   | 评估年份 | 一类 | 二类 | 三类 | 总计 |
| ------ | -------- | ---- | ---- | ---- | ---- |
| 第一批 | 2001     | 1    | 7    | 1    | 9    |
| 第二批 | 2002     | 0    | 7    | 0    | 7    |
| 第三批 | 2003     | 0    | 3    | 6    | 9    |
| 第四批 | 2004     | 0    | 6    | 3    | 9    |
| 第五批 | 2005     | 0    | 6    | 3    | 9    |
| 第六批 | 2006     | 0    | 0    | 8    | 8    |
| 第七批 | 2007     | 0    | 1    | 5    | 7    |
| 第八批 | 2008     | 0    | 3    | 3    | 6    |
| 第九批 | 2009     | 0    | 3    | 3    | 6    |
| 第十批 | 2010     | 0    | 7    | 5    | 12   |
| 第11批 | 2011     | 0    | 6    | 2    | 8    |
| 第12批 | 2012     | 0    | 1    | 4    | 5    |

## 各地数量
| 各地区   | 一类 | 二类 | 三类 | 总计 |
| -------- | ---- | ---- | ---- | ---- |
| 贵阳市   | 4    | 15   | 0    | 19   |
| 遵义市   | 0    | 13   | 6    | 19   |
| 安顺市   | 0    | 3    | 1    | 4    |
| 六盘水市 | 0    | 2    | 2    | 4    |
| 铜仁市   | 0    | 7    | 3    | 10   |
| 毕节市   | 0    | 1    | 5    | 6    |
| 黔东南州 | 0    | 5    | 8    | 13   |
| 黔西南州 | 0    | 3    | 5    | 8    |
| 黔南州   | 0    | 2    | 5    | 7    |

## 具体名单

### 贵阳市
- 一类4所：贵阳一中、贵阳市第三实验中学、贵阳六中、花溪清华中学
- 二类15所：贵州师大附中、北京师范大学贵阳附属中学、贵阳九中、贵阳八中、贵阳二中、贵州教育学院实验中学、乌当中学、花溪清华中学、开阳一中、白云二中、白云兴农中学（民办）；贵阳市民族中学、贵阳市第二十五中学、修文中学、清镇一中

### 遵义市
- 二类13所：遵义一中、遵义四中、遵义五中、遵义航天中学、赤水一中、湄潭求是高级中学、余庆中学、遵义县一中、务川中学、正安县第一中学、道真中学、遵义县第二中学、遵义县第三中学；
- 三类6所：仁怀市第一中学、遵义清华中学、凤冈中学、桐梓一中、习水县第一中学、习水县第五中学。

### 安顺市
- 二类3所：安顺一中、安顺二中、普定县第一中学；
- 三类1所：安顺市民族中学。

### 六盘水市
- 一类1所：盘州市二中。
- 二类2所：盘县第一中学、六盘水市第一实验中学；
- 三类1所：六枝特区第一中学。

### 铜仁市
- 二类7所：铜仁一中、思南中学、松桃民族中学、铜仁市第二中学、石阡民族中学、沿河民族中学、德江县第一中学；
- 三类3所：铜仁地区民族中学、印江民族中学、石阡中学。

### 毕节市
- 二类1所：毕节一中；
- 三类5所：毕节地区民族中学、金沙县一中、黔西一中、黔西县水西中学、大方一中。

### 黔东南州
- 一类1所：凯里一中
- 二类4所：黔东南州民族高中、黄平民族中学、黎平一中、台江民族中学；
- 三类8所：镇远中学、榕江一中、天柱民中、锦屏中学、天柱县第二中学、岑巩中学、麻江中学、剑河民族中学。

### 黔西南州
- 二类3所：兴义八中、兴义一中、兴义中学；
- 三类5所：安龙一中、兴仁一中、普安一中、兴义市第五中学、晴隆民族中学

### 黔南州
- 二类2所：都匀一中、都匀二中；
- 三类5所：瓮安一中、荔波民中、龙里中学、贵定一中、福泉中学。